# ألكس غويكوتشيا
ألكس غويكوتشيا (بالإسبانية: Alexander Goikoetxea)‏ هو لاعب كرة قدم إسباني في مركز قلب الدفاع، ولد في 8 يونيو 1983 في أرتيا في إسبانيا. شارك مع منتخب إسبانيا تحت 16 سنة لكرة القدم ومنتخب إسبانيا تحت 17 سنة لكرة القدم ومنتخب إسبانيا تحت 19 سنة لكرة القدم ومنتخب إسبانيا تحت 20 سنة لكرة القدم. أما مع النوادي، فقد لعب مع أتلتيك بيلباو ب وراسينغ سانتاندير وكولتورال ليونيسا ونادي أموريبايتا ونادي باسكونيا ونادي سالامانكا ونادي غرناطة ونادي قادش ونادي لايايوا.

## وصلات خارجية
- ألكس غويكوتشيا على موقع الاتحاد الدولي (مؤرشف)  (الإنجليزية)
- ألكس غويكوتشيا على موقع قاعدة بيانات كرة القدم.إي يو (الإنجليزية)
- ألكس غويكوتشيا على موقع Soccerway.com (الإنجليزية)
- ألكس غويكوتشيا على موقع عالم كرة القدم.نت (الإنجليزية)
- ألكس غويكوتشيا على موقع AS.com (الإسبانية)